# José Alberto da Silva Campos
José Alberto da Silva Campos (...) è un astronomo portoghese.
José Alberto da Silva Campos è un astrofilo portoghese . È conosciuto in quanto coscopritore della cometa perduta D/1978 R1 Haneda-Campos . 

## Attività astronomica
All'epoca della scoperta della cometa D/1978 R1 Haneda-Campos viveva a Woodhaven, un sobborgo di Durban in Sudafrica : durante la sua permanenza in Sudafrica da Silva Campos divenne membro dell'Astronomical Society of Southern Africa divenendone nel 1989-1990 il vice presidente  e in seguito il responsabile della sezione comete e meteore fino al 1992 quando lasciò il Sudafrica per andare a vivere in Portogallo . In Portogallo nel luglio 2016 aderì al programma “Supernova Hunters” (in italiano: Cacciatori di supernove) basato sull'esame delle immagini riprese dal programma di ricerca astronomica Pan-STARRS riuscendo a coscoprire, al 18 luglio 2017, ben 590 supernove .